# Syrisches Nationales Symphonieorchester
Das Syrische Nationale Symphonieorchester (arabisch الفرقة السيمفونية الوطنية السورية) ist ein professionelles syrisches Sinfonieorchester mit Sitz im Opernhaus Damaskus. Es wurde 1993 von Solhi al-Wadi gegründet, der auch sein erster Dirigent und künstlerischer Leiter war. Seit Januar 2003 ist der armenisch-syrische Dirigent Missak Baghboudarian Leiter und Chefdirigent des Symphonieorchesters.
Das Repertoire des Orchesters umfasst sowohl westliche klassische Musik als auch Werke zeitgenössischer syrischer Komponisten, darunter MAias Alyamani, Malek Jandali, Zaid Jabri und Hassan Taha.

## Musikalische Aktivitäten
Am 4. September 1998 fand ein erstes Konzert des Syrischen Nationalen Symphonieorchesters im Orange County Performing Arts Center in Costa Mesa im US-Bundesstaat Kalifornien statt. Ein Benefizkonzert des Orchesters am 3. Februar 2009 im Damaszener Opernhaus brachte 110.000 US-Dollar für eine UNRWA-Kampagne für die Kinder von Gaza ein.
Aufgrund des anhaltenden Bürgerkriegs in Syrien haben viele Musiker das Land verlassen, um ins Exil nach Europa, in die USA oder in andere Länder zu gehen. Die verbleibenden Musiker, das an klassischer Musik interessierte Publikum sowie die Behörden in Damaskus setzen jedoch weiterhin Konzerte und andere musikalische Aktivitäten fort. Im Juli 2020 nahm das Syrische Nationale Symphonieorchester mit einer Online-Aufführung von Beethovens Eroica-Sinfonie aus Damaskus an einer Reihe von Freundschaftskonzerten teil, bei denen der italienische Dirigent Riccardo Muti sein Luigi Cherubini Youth Orchestra mit syrischen Gastmusikern in Ravenna, Italien, dirigierte.
Im Januar 2024 sprach Baghboudarian über die Art und Weise, wie sich das SNSO an die schwierige soziale Situation angepasst hat. Er verwies auf das anhaltend große Interesse des Publikums an klassischer Musik. Insbesondere führte das Orchester dramatische Musik auf, wie Beethovens dritte und fünfte Sinfonie oder Mahlers Kindertotenlieder. Gezielt wurde ein junges Publikum angesprochen. In einem mit dem Syria Trust for Development durchgeführten Projekt mit dem Titel „Entdecke Musik“ wurden Kinder eingeladen, die in Notunterkünften leben. Dabei lud das SNSO diese Kinder ein, an den Proben des Orchesters teilzunehmen, um klassische Musik direkt zu erleben und die Musikinstrumente kennenzulernen. In einem kalten Winter bat das Orchester die Besucher außerdem, warme Kleidung für bedürftige Kinder mitzubringen, anstatt eine Eintrittskarte zu kaufen.